# Оброчне (Вільшанський район)
48°16′29″ пн. ш. 31°6′44″ сх. д. / 48.27472° пн. ш. 31.11222° сх. д.
Обро́чне — колишнє село в Україні, у Вільшанському районі Кіровоградської області. Підпорядковувалось Маловільшанській сільській раді.
Знаходиться на висоті 171 м над рівнем моря у крайній східній точці району.
Населення на 2001 рік становило 3 особи. Зняте з обліку рішенням Кіровоградської обласної ради від 18 серпня 2010 року.

## Населення
Згідно з переписом УРСР 1989 року чисельність наявного населення села становила 28 осіб, з яких 9 чоловіків та 19 жінок.
За переписом населення України 2001 року в селі мешкали 3 особи. 100 % населення вказало своєю рідною мовою болгарську мову.